# 古舟子咏
《古舟子咏》（The Rime of the Ancient Mariner），是英国诗人塞缪尔·泰勒·柯勒律治于1798年发表的叙事长诗。与发表在《抒情歌谣集》里的其他诗一起，《古舟子咏》被认为是英国浪漫主义文学的开端。此诗讲述一个在航行被风暴吹至南极海域，后来又在一只信天翁的引导下离开了冰封的海域，此后水手将信天翁射死，船上的人遭遇了各种厄运。这个故事受詹姆斯·库克1772年－1775年之间的第二次探索启发。

## 註腳
1. ↑  . Education - Seattle PI.   [2022-05-09]. （原始内容存档于2022-06-01）.